# Zachery Schubert
Zachery Schubert, född 23 december 1995 i Loxton, Australien, är en beachvolleyspelare.
Schubert nådde tillsammans med Malachi Murch sextondelsfinal vid U19-VM 2013 och med Maximilian Guehrer kom han på 38:e plats vid U21-VM 2014. Med Casey Grice kom han femma vid Asiatiska mästerskapet 2016. Han började spela med Casey Grice på FIVB Beach Volleyball World Tour 2017. Hon fortsatte sedan spela på touren med Cole Durant och  Christopher McHugh. Med McHugh blev han australiensisk mästare 2018/2019.
Sedan 2022 spelar han med Thomas Hodges. De nådde i december 2022 final i Elite 16-tävlingen på Volleyball World Beach Pro Tour 2022 i Torquay., vilket var deras främsta resultat då. Under 2023 vann de asiatiska mästerskapet. 
När Schubert inte spelar beachvolley så odlar han syrsor. Han är kusin till Grant Schubert som vann olympiskt guld i landhockey vid OS 2004.